# وادي السلب (الخبت)

تعديل مصدري - تعديل

وادي السلب هي إحدى قرى عزلة عبان بمديرية الخبت التابعة لمحافظة المحويت، بلغ تعداد سكانها 260 نسمة حسب تعداد اليمن لعام 2004.